# Буяновський Віталій Михайлович
Віталій Михайлович Буяновський (27 серпня 1928 року — 5 травня 1993 року) — російський радянський валторніст, музичний педагог і композитор.

## Біографія
Закінчив середню спеціальну музичну школу при Ленінградській консерваторії в 1945 році і Ленінградську консерваторію в 1950 під керівництвом свого батька Михайла Миколайовича Буяновського. У 1953 році Віталій Буяновський став лауреатом першої премії Міжнародного музичного фестивалю «Празька весна».
У 1946-1956 рр.. грав в оркестрі Ленінградського театру опери та балету імені Кірова, з 1956 р. — соліст ЗКР Академічного симфонічного оркестру Ленінградської філармонії. Крім роботи в оркестрі, важливе місце у творчості Віталія Буяновського займало камерне музикування. Протягом своєї кар'єри він регулярно виступав як соліст та у складі різних ансамблів камерної музики, наприклад духового квінтету ЗКР АСО Ленінградської філармонії.
З 1961 р. Віталій Буяновський викладав у Ленінградській консерваторії, з 1967 р. — доцент, з 1973 р. — професор. Серед учнів Віталія Буяновського такі відомі валторністи, як Фройдіс Реї Векре, Андрій Глухов, Сергій Довгалюк, Павло Євстигнєєв, Олександр Сухоруков, Станіслав Цес. Віталій Буяновський — автор ряду творів для валторни та інших духових інструментів, а також для камерних ансамблів.
Похований на Серафимівському кладовищі Санкт-Петербурга.

## Нагроди та звання
- Лауреат першої премії Міжнародного музичного фестивалю «Празька весна» (1953)
- Заслужений артист РРФСР (1963)
- Народний артист РРФСР (1978)

## Твори
- 2 балету

Для соло інструментів
- Цикл «З подорожніх вражень» для валторни соло:
  - Італія
  - Японія
  - Іспанія
  - Скандинавія
- Російська пісня для валторни соло (1976)
- П'єса для туби соло
- Дві сонати для валторни соло

Для ансамблів
- Норвезька марш для шести валторн
- Три п'єси для валторни і фортепіано
- Посвята Миколі Андрійовичу Римському-Корсакову для чотирьох валторн
- Елегія пам'яті Бріттена
- Вечірні пісні для сопрано та валторни
- Фантазія-привітання для шести валторн
- Соната для двох валторн (1973)
- Речитатив у вірменському стилі для чотирьох валторн
- Балетна сюїта для брас-квінтету (1984)